# مؤسسات مار إلياس التعليمية

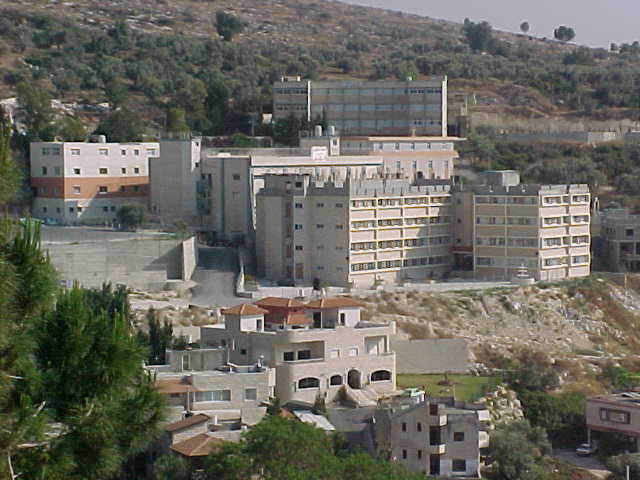
كليّة مار إلياس الثانويَّة في إعبلين.

تشمل مؤسسات مار إلياس التعليمية رياض الأطفال والمدارس الابتدائية والإعدادية والثانوية. تتبع المؤسسات أبرشية عكا وحيفا والناصرة وسائر الجليل للروم الملكيين الكاثوليك، وهي تحت إشراف مجلس إدارة يضم المؤسس ورئيس الأساقفة المتقاعد إلياس شقور. تقع المؤسسات في بلدة إعبلين، وهي قرية عربية في شمال إسرائيل. ويدرس في المؤسسات أعداد من الطلاب العرب من جميع أنحاء منطقة الجليل، وعلى الرغم من أن المؤسسات هي مؤسسات كاثوليكية الأ أنها تضم على أعداد كبيرة من الطلاب المسلمين (60%) إلى جانب أعداد من الطلاب المسيحيين (40%)، وأعداد صغير من الطلاب الدروز. كذلك افتتح المطران إلياس شقور أول حرم جامعي في عبلين، وهو فرعاّ لجامعة انديانابوليس-انديانا في الولايات المتحدة وأفتتح الحرم الجامعي امام الطلاب سنة 2004 وهي ثاني جامعة مسيحيّة في فلسطين التاريخية بعد جامعة بيت لحم.